# Amplicephalus lunatus
Amplicephalus lunatus är en insektsart som beskrevs av Henry Fairfield Osborn 1926. Amplicephalus lunatus ingår i släktet Amplicephalus och familjen dvärgstritar. Inga underarter finns listade i Catalogue of Life.